# Idaea rotundopennata
Idaea rotundopennata là một loài bướm đêm trong họ Geometridae.